# RG Veda
Ne doit pas être confondu avec Rig-Véda.
RG VEDA (聖伝－RG VEDA－, seiden rigu vēda) est une série de shōjo manga en dix volumes créée par le groupe de dessinatrices CLAMP. Elle a été prépubliée dans le mensuel Wings de l'éditeur japonais Shinshokan entre 1990 et 1996 puis adapté en un OAV en 1991. Les OAVs sont actuellement diffusés par Black Box en streaming légal et gratuit. En France le premier volume est publié en juin 1995 chez l'éditeur Tonkam. 
Le nom de l'œuvre est une graphie particulière d'un ancien texte hindou, le Rig-Veda, et se prononce / ʁig.veda /.

## Histoire
Taishakuten est l’empereur du Tenkai, le royaume céleste, où il règne d’une main de fer et n’épargne aucun traître. C’est ainsi qu’il envoie Yasha-ô tuer Kuyo, prophétesse de l’ancien empereur et amie de Yasha-ô. Alors qu’il se rend auprès d’elle, Kuyo lui fait part d’une bien étrange prophétie : il trouvera et élèvera un enfant qui n’aura d’autre but que de le tuer, et mènera avec 5 autres personnes une rébellion qui conduira à la fin du règne de Taishakuten.
Source : mangas-news.

### La prophétie
Six étoiles s'abattront

Des étoiles noires qui se revolteront contre le ciel

L'annonciateur de la destinée qu'elles tisseront

Tu devras le protéger toi-même

Appelant ainsi ceux de ton sang à s'éteindre

Tu partiras avec l'enfant

Bien que partagé entre le bien et le mal, cet enfant

Fera tourner la roue de la destinée du tenkaï

La réunion des six étoiles décidera du sort du ciel

Mais du sein des ténébres un être descendra doucement

Il gouvernera de ses mains le cours des étoiles

Il manipulera les étoiles noires comme les étoiles du ciel

J'ai beau observer les constellations, il n'y figure pas

Tu le protègeras, et les flammes de l'enfer

Réduiront en cendres tous les obstacles

Les six étoiles domineront la terre entière

On ne pourra les contenir

Et puis

Vous serez les « destructeurs » du ciel.

## Personnages

### Famille impériale
- Taïshaku-ten, l'empereur du ciel
- Ten'ô, fils de l'empereur du ciel
- Kisshô-ten, fille du précédent empereur du ciel, abattu par Taïshaku-ten
- Shashi, ex-femme de l'ancien Ashura-ô, femme de Taïshaku-ten, mère de Ten-ô et Ashura (qui sont jumeaux)

### LesShi Tennô
- Bishamon-ten, le général du nord
- Komoku-ten, le général de l'ouest
- Zocho-ten, le général du sud
- Jigoku-ten, le général et dieu guerrier de l'est

### Dieux guerriers
- Yasha-ô, (Yama)
- Karura-ô
- Ashura
- Ryû-ô, (Naga)

### Autres
- Sôma,
- Kendappa-ô, la princesse musicienne
- Kujaku
- Karyobinga, la sœur de Karura
- Rasetsu, le frere de Yasha

## Mythologie
- les Veda (en sanskrit : connaissance, vérité) sont un ensemble de textes au centre de la religion hindoue. Il existe quatre Vedas, dont Rig Veda est le plus ancien.

### Signification des noms des personnages
- Ashura est l'équivalent japonais du mot « Asura » qui désigne primitivement certains dieux (Varuna, Indra, Agni...) et tardivement des esprits démoniaques de la religion hindoue. Dans le bouddhisme, ils deviennent des dieux protecteurs, en tant qu'une des huit races de dieux et dragons.
- Yasha (Yaksha en sanskrit) désigne dans l'hindouïsme une classe de divinités sauvages au service de Kubera, dieu de la richesse dans l'hindouïsme. Introduits dans le bouddhisme, ils révèrent et protègent le bouddha en tant que l'une des huit races de dieux et dragons.
- Rasetsu (Rakshasa en sanskrit) est le pendant démoniaque du Yasha. Il est réputé s'attaquer aux hommes voire les dévorer.
- Ryû signifie dragon en japonais, les Nagas sont des dieux-serpents qui en sont les équivalents dans l'hindouïsme. Quant aux deux cousins de Naga, Hakuryû et Seiryû,  leurs noms signifient respectivement Dragon Blanc et  Dragon Azur. Ce dernier désigne également un des quatre animaux de la mythologie chinoise qui se partagent les quatre cadrants de l'hémisphère céleste.
- Taishakuten dans la mythologie bouddhiste, aussi appelé Indra dans la mythologie hindoue, représente le dieu de la guerre et du tonnerre, dieu du centre. Il est à la tête des dieux du ciel, dont les 4 gardiens du ciel (Shi Tennô): Jikokuten (Est), Zouchoten (Sud), Koumokuten (Ouest), Bishamonten (Nord)).
- Bishamonten (Vaishravana ou Kubera en sanskrit), le gardien du ciel Nord, commande deux classes d'esprits mythiques: les Yashas et les Rasetsus.
- Kisshoten ou Kichijouten est reprise de la déesse de la fortune Lakshmi, femme de Vishnu dans l'hindouïsme. Dans le bouddhisme, elle devient la femme ou la sœur de Bishamonten mais conserve les mêmes attributs que dans l'hindouïsme.
- Karura est la traduction japonaise de Garuda, oiseau géant à tête d'aigle et principal véhicule de Vishnu dans l'hindouïsme. Également une des huit races de dieux et dragons dans le bouddhisme.
- Karyôbinga (Kalavingka en sanskrit), est un oiseau vivant dans les montagnes enneigées ou au paradis dont la voix est réputée magnifique, si bien qu'il désigne également la voix de Bouddha.
- Sôma est le nom de la boisson dont se nourrissent les dieux hindous et qui leur garantit l'immortalité. Dieu polymorphe, son nom désigne également la lune.
- Kendappa est tiré de Kendatsuba, l'équivalent japonais du Gandharva indien, divinité de la musique, de la médecine et protectrice des enfants, qui garde également le Sôma... parfois jalousement. Dans le bouddhisme, Kendatsuba est une des huit races de dieux et dragons mais peut également désigner une forme de conscience entre la vie et la mort.
- Kujaku (Mahamayuri) signifie littéralement paon en japonais. Dans le bouddhisme, c'est le nom d'un des Myoo (littéralement "rois lumineux"), divinités protectrices qui chassent les esprits maléfiques. Si les cinq rois de sagesse sont représentés comme de féroces combattants entourés de flammes, ce n'est pas le cas de Kujaku-Myoo, davantage associé à l'idée de compassion, et considéré comme une manifestation du Bouddha historique Sakyamuni. Il est vénéré pour sa protection contre les poisons et les calamités. Le personnage de RG Veda emprunte également certains traits caractéristiques du dieu hindou Varuna dans sa fonction cosmique de maître du destin...
- Gigeï renvoie peut-être à une divinité mineure du bouddhisme, Gigeiten, patronne des arts qui selon la légende serait née de la couronne de Shiva.

## Adaptations
- 2 OAV de 45 minutes chacun en 1991. En 2012, les OAVs sont diffusés par Black Box en streaming légal et gratuit[1].